# 片山一良 (仏教学者)
片山 一良（かたやま いちろう、1942年 - ）は、日本の仏教学者。駒澤大学名誉教授。曹洞宗花岳寺（兵庫県赤穂市）の住職。専攻はパーリ語による原始仏教研究

## 経歴
1942年、兵庫県赤穂市の花岳寺に生まれる。兵庫県立赤穂高等学校を卒業し、駒澤大学仏教学部仏教学科で学ぶ。同大学大学院修士課程を修了し、大谷大学大学院博士後期課程単位取得退学。
その後、1975年より駒澤大学助教授に着任。1985年に教授昇進。2013年、駒沢大学を定年退職し、名誉教授となった。その他に、オックスフォード大学客員研究員、東京大学非常勤講師、中国中山大学客員教授としても研究ならびに教鞭をとった。また、パーリ学仏教文化学会理事長をつとめた。

## 著書
- 『「ダンマパダ」をよむ』上・下（日本放送出版協会、2007年）。放送テキスト
  - 『「ダンマパダ」をよむ　ブッダの教え「今ここに」』（サンガ、2013年）。改訂版
- 『ブッダのことば　パーリ仏典入門』（大法輪閣、2008年）
- 『ダンマパダ全詩解説　仏祖に学ぶひとすじの道』（大蔵出版、2009年）
- 『パーリ仏典にブッダの禅定を学ぶ　『大念処経』を読む』（大法輪閣、2012年）

### 訳注
- 『原始仏教』1-14（原始仏教研究室編、中山書房仏書林）
- 『ジャータカ全集8』（春秋社、1982年）、オンデマンド版 2008年
- 『パーリ仏典　第1期』1-6（大蔵出版、1997-2002年）、オンデマンド版 2017-19年
- 『パーリ仏典　第2期』1-6（大蔵出版、2003-06年）、同上
- 『パーリ仏典　第3期』1-9（大蔵出版、2011-21年）

### 論文
- CiNii>片山一良
- INBUDS>片山一良